# Quận Van Buren, Tennessee
Quận Van Buren là một quận thuộc tiểu bang Tennessee, Hoa Kỳ.
Quận này được đặt tên theo tổng thống Martin Van Buren. Theo điều tra dân số của Cục điều tra dân số Hoa Kỳ năm 2000, quận có dân số người. Quận lỵ đóng ở Spencer.

## Địa lý
Theo Cục điều tra dân số Hoa Kỳ, quận có diện tích km2, trong đó có km2 là diện tích mặt nước.